# 남효온

남효온의 글씨

남효온(南孝溫, 1454년~1492년)은 조선 전기의 문신이고 생육신 중의 한 사람이다. 본관은 의령(宜靈), 자는 백공(伯恭), 호는 추강(秋江)·행우(杏雨)·최락당(最樂堂)·벽사(碧沙)이다. 세상에서는 원호(元昊) · 이맹전(李孟專) · 김시습 · 조려(趙旅) · 성담수(成聃壽) 등과 함께 생육신으로 불렀다. 개국공신 남재의 후손으로, 병조판서를 지낸 장군 남이, 영의정을 지낸 남곤, 문신 남포의 친족척이다.
(이손)문신 한산군 이손의 사돈으로 남효온의 딸이 이손의 3남 이온언의 부인이며 한산군 이손이 남효온의 집안을 보살펴줘서 추강집에 감사함을 기록했다.

## 생애
세조가 어린 단종을 몰아낸 일이 늘 마음에 걸려 있던 그는 꿈에 단종의 어머니인 현덕왕후가 나타나서 아들을 죽인 것을 책하자, 세조가 물가로 옮기게 한 문종 왕비 현덕왕후 권씨의 소릉(昭陵.문종과 합장되기 전의 능)의 복위를 상소하였다. 그러나 임사홍·정창손의 저지로 뜻을 이루지 못하자 세상을 등지고 유랑 생활로 인생을 마쳤다.
1504년 갑자사화 때 김종직(金宗直)의 문인 이고 현덕왕후의 소릉의 복위를 주장했다 하여 부관참시되었다. 그가 저술한 《육신전》은 오랫동안 묻혀 있다가 숙종 때 간행되었다. 중종(1513년) 때, 소릉복위가 실현되자 신원되어 좌승지에 추증되었고, 정조 6년(1782년) 다시 이조판서에 추증되었다.

## 학문
남효온은 홍유손, 정희량과 마찬가지로 점필재 김종직의 제자이며 동시에 청한자 김시습의 제자였다. 영의정 재(在)의 5대손으로 태어나 생원 전의 아들로 김종직(金宗直)의 문인으로 들어가 김굉필(金宏弼) · 정여창(鄭汝昌) 등과 함께 수학했고 주계정(朱溪正) · 심원(深源) · 안응세(安應世) 등과 친교를 맺었다.
특히 36세 성종 20년(1489, 기유년)에 관서지방을 여행하며 평양에서 쓰였을 것으로 추정되는 추강 남효온의〈단군묘 알현〉이라는 시가 이채로운 모습이다.
단군이 우리를 낳으시니 우리 강산에 사람이 많지 않나(檀君生我靑丘衆) / 패수에서 윤리도덕을 가르치시고(敎我彛倫浿水邊) / 약초를 찾고 형벌을 내린 지 만세가 되어도(採藥呵斯今萬世) / 지금까지 사람들은 무진년을 기억한다네(至今人記戊辰年).
무진년(戊辰年)은 바로 단군이 나라를 세웠던 기원전 2333년이다. 이 시는 단군에 대한 찬미와 함께 남효온은 관서지방의 고조선, 고구려, 고려 등의 유적지를 두루 찾아다니며 민족의 자부심과 긍지를 나타낸 것이 특별하다. 단군묘에 대한 논란으로 당시(1489년 전후) 평양에 있었다는 단군묘에 관심이 모아지고 있기 때문이다.
당대 사림의 종주인 김종직과 재야의 김시습에게서 모두 수학한 영향으로 그의 학문은 김종직의 다른 제자들에 비해 독특하며, 도가의 이론을 일부 수용하는 등 김시습의 영향력이 드러난다. 다만 동시에 김종직의 제자는 제자라고 다른 사림파들처럼 경세론 등을 통해 성리학 위주의 국가질서 구축에도 관심이 많았다.

## 가족 관계
- 증조부 : 남간(南簡)
  - 할아버지 : 남준(南俊)
  - 할머니 : 강석덕(姜碩德)의 딸
    - 숙부 : 남제(南悌)
    - 숙부 : 남율(南慄)
      - 사촌 : 남효순(南孝純)

    - 아버지 : 남전(南恮)
    - 어머니 : 이곡(李谷)의 딸
      - 부인 : ?
        - 아들:남충세
        - 사위 : 임성(任誠)
        - 사위:이온언(한산군 이손의 3남으로 한산군 이손이 사돈 남효온의 집안을 보살펴줌 추강집에 기록되어 있음)

- -     - 손녀(남충세의딸)사위:유관(남효온의손녀가 유관에게 시집가서 좌의정 유홍을 낳음ᆞ유홍의 외증조부가 남효온임)**
    - 손녀(남충세의 딸)사위:이강(한산군 이손의 손자)

이강의 큰아들 이준인의 딸이 좌의정 유홍의 부인임

## 저서
- 《추강냉화》(秋江冷話)
- 《육신전》(六臣傳) (성삼문, 박팽년, 하위지, 이개, 김문기, 유성원)
- 《수향기》(睡鄕記)
- 《추강집》
- 《사우명행록》(師友名行錄)
- 《고담궤설》(高談詭說)
- 《귀신론》(鬼神論)

## 같이 보기
- 생육신
- 김시습
- 남이
- 남곤
- 남치신
- 남재